# Mule (kroppsdel)

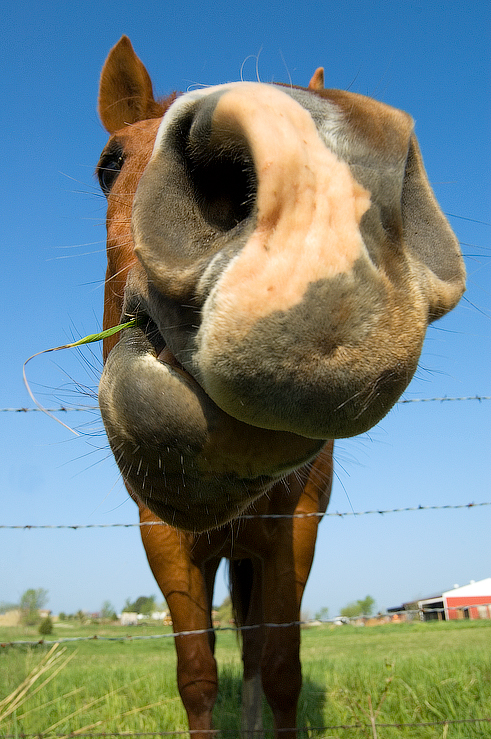
Mule

Mule kallas den mjuka hårlösa delen av överläppen hos många hovdjur, exempelvis kor och hästar. Begreppet används även om andra större växtätare, däribland renar, älgar och åsnor. Mulen hålls fuktig genom avsöndringar från slemkörtlar. Den är framträdande speciellt hos oxdjur men mulen finns även hos till exempel giraff- och hjortdjur. Hos hästdjur är mulen torr och klädd med mjuka hår.